# Sandrabatis crassiella
Sandrabatis crassiella är en fjärilsart som beskrevs av Émile Louis Ragonot 1893. Sandrabatis crassiella ingår i släktet Sandrabatis och familjen mott. Inga underarter finns listade i Catalogue of Life.